# Manchester City Football Club 1997-1998
Nella stagione 1997-1998 il Manchester City ha partecipato alla First Division, secondo livello del campionato inglese, giunse 22° e quindi, pur se per un solo punto retrocesse nel campionato di terzo livello, la Second Division. Nella FA Cup e nella Football League Cup venne eliminato rispettivamente al 4º e 1º turno. La stagione vide l'avvicendarsi di 3 allenatori e 2 traghettatori.

## Team kit
Lo sponsor tecnico fu Kappa, lo sponsor della maglie del City cambiò dopo 63 anni di collaborazione con Umbro.
| Manica sinistra · Manica sinistra · Maglietta · Maglietta · Manica destra · Manica destra · Pantaloncini · Pantaloncini · Calzettoni · Calzettoni |
| Casa |

| Manica sinistra · Manica sinistra · Maglietta · Maglietta · Manica destra · Manica destra · Pantaloncini · Pantaloncini · Calzettoni · Calzettoni |
| Trasferta |

| Manica sinistra · Manica sinistra · Maglietta · Maglietta · Manica destra · Manica destra · Pantaloncini · Calzettoni |
| Third |

## Rosa
| N. |                             | Ruolo | Calciatore           |
| -- | --------------------------- | ----- | -------------------- |
|    | Galles (bandiera)           | P     | Martyn Margetson     |
|    | Irlanda del Nord (bandiera) | P     | Tommy Wright         |
|    | Inghilterra (bandiera)      | D     | Paul Beesley         |
|    | Inghilterra (bandiera)      | D     | Ian Brightwell       |
|    | Inghilterra (bandiera)      | D     | Lee Briscoe          |
|    | Inghilterra (bandiera)      | D     | Lee Crooks           |
|    | Inghilterra (bandiera)      | D     | Richard Edghill      |
|    | Inghilterra (bandiera)      | D     | Richard Jobson       |
|    | Inghilterra (bandiera)      | D     | Alan Kernaghan       |
|    | Inghilterra (bandiera)      | D     | Dave Morley          |
|    | Georgia (bandiera)          | D     | Murtaz Shelia        |
|    | Galles (bandiera)           | D     | Kit Symons           |
|    | Georgia (bandiera)          | D     | K'akhaber Tskhadadze |
|    | Australia (bandiera)        | D     | Jason van Blerk      |
|    | Inghilterra (bandiera)      | D     | Tony Vaughan         |
|    | Paesi Bassi (bandiera)      | D     | Gerard Wiekens       |
|    | Inghilterra (bandiera)      | C     | Peter Beardsley      |
|    | Inghilterra (bandiera)      | C     | Ian Bishop           |
|    | Inghilterra (bandiera)      | C     | Ged Brannan          |

| N. |                             | Ruolo | Calciatore       |  |
| -- | --------------------------- | ----- | ---------------- |  |
|    | Inghilterra (bandiera)      | C     | Michael Brown    |  |
|    | Inghilterra (bandiera)      | C     | Neil Heaney      |  |
|    | Irlanda del Nord (bandiera) | C     | Kevin Horlock    |  |
|    | Georgia (bandiera)          | C     | Giorgi Kinkladze |  |
|    | Irlanda (bandiera)          | C     | Eddie McGoldrick |  |
|    | Scozia (bandiera)           | C     | Jamie Pollock    |  |
|    | Irlanda (bandiera)          | C     | Tony Scully      |  |
|    | Inghilterra (bandiera)      | C     | Nicky Summerbee  |  |
|    | Irlanda del Nord (bandiera) | C     | Jeff Whitley     |  |
|    | Irlanda del Nord (bandiera) | C     | Jim Whitley      |  |
|    | Inghilterra (bandiera)      | A     | Lee Bradbury     |  |
|    | Scozia (bandiera)           | A     | Gerry Creaney    |  |
|    | Irlanda (bandiera)          | A     | Barry Conlon     |  |
|    | Scozia (bandiera)           | A     | Paul Dickov      |  |
|    | Bermuda (bandiera)          | A     | Shaun Goater     |  |
|    | Inghilterra (bandiera)      | A     | Chris Greenacre  |  |
|    | Irlanda (bandiera)          | A     | Ray Kelly        |  |
|    | Germania (bandiera)         | A     | Uwe Rösler       |  |
|    | Inghilterra (bandiera)      | A     | Craig Russell    |  |